# Diócesis de Graz-Seckau
La diócesis de Graz-Seckau (en latín: Dioecesis Graecen(sis)-Seccovien(sis) y en alemán: Diözese Graz-Seckau) es una circunscripción eclesiástica latina de la Iglesia católica en Austria, sufragánea de la arquidiócesis de Salzburgo. La diócesis tiene al obispo Wilhelm Krautwaschl como su ordinario desde el 16 de abril de 2015.

## Territorio y organización

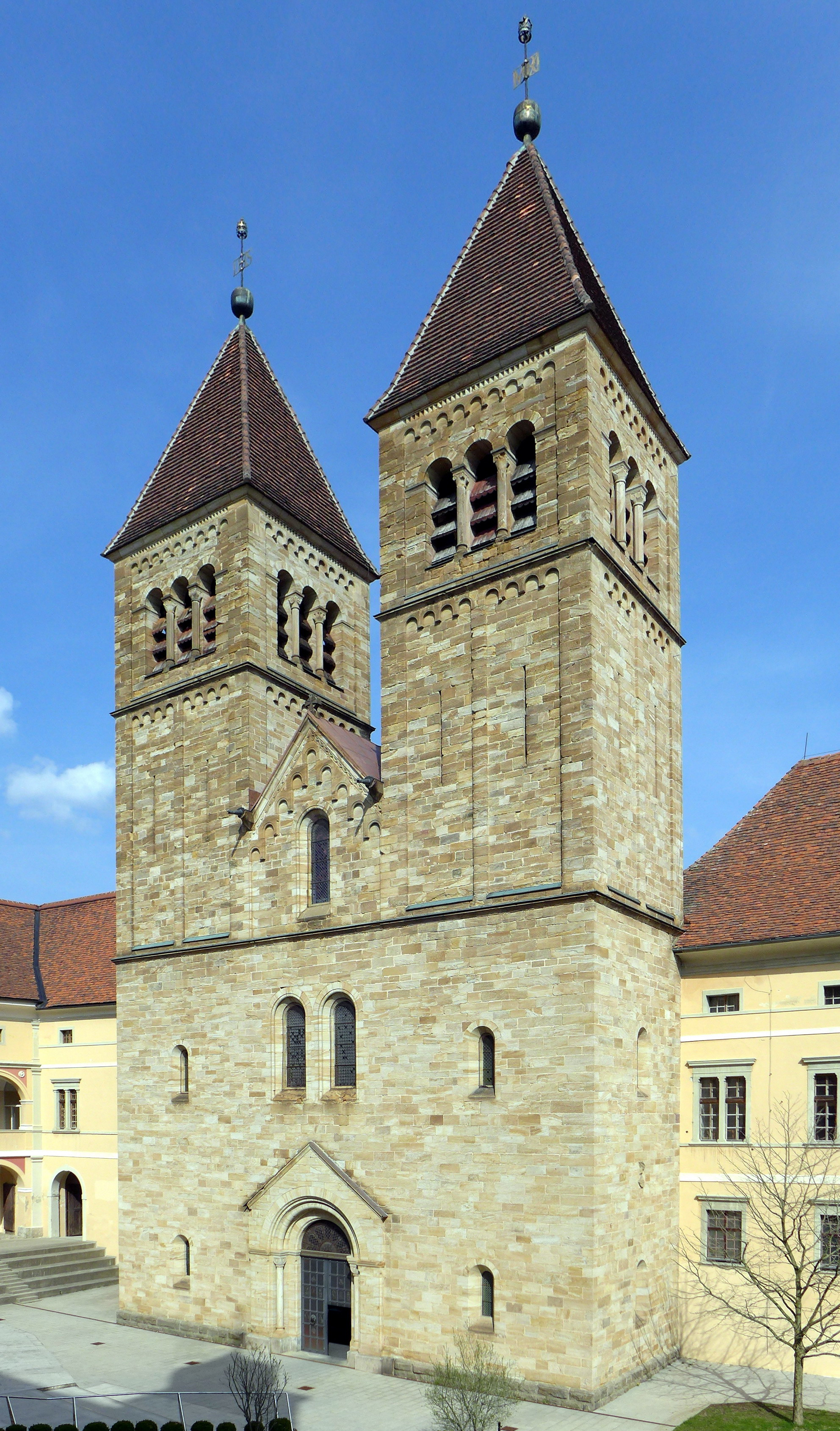
Concatedral abadía de la Asunción de María

La diócesis tiene 16 440 km² y extiende su jurisdicción sobre los fieles católicos de rito latino residentes en el estado de Estiria.
La sede de la diócesis se encuentra en la ciudad de Graz, en donde se halla la Catedral de San Gil. En Seckau se encuentra la Concatedral abadía de la Asunción de María. En la diócesis también se encuentran la antigua catedral de la diócesis de Leoben, que es la abadía de Göss, dedicada a santa María y a san Andrés, y 4 basílicas menores : la basílica del Nacimiento de la Virgen María, en Mariazell, santuario nacional; la basílica de Mariatrost, en Graz; la basílica de Santa María Dolorosa, en Weiz; y la basílica de la abadía cisterciense de Rein.
En 2021 en la diócesis existían 388 parroquias.

## Historia
La diócesis de Seckau fue erigida el 22 de junio de 1218 por el arzobispo de Salzburgo Eberardo II con el consentimiento del papa Honorio III, expresado en el breve Quod non tua, obteniendo el territorio de la propia arquidiócesis de Salzburgo. Esta diócesis, como las de Gurk, Chiemsee y Lavant (hoy arquidiócesis de Maribor), eran diócesis "propias" del arzobispo de Salzburgo (en alemán: Salzburger Eigenbistumer), es decir, diócesis fundadas por los arzobispos de Salzburgo dentro del vasto territorio de su arquidiócesis, quienes nombraban a los obispos sin elección por los respectivos capítulos de los canónigos y los entronizaban en sus respectivas sedes. Este privilegio especial duró hasta la publicación del Código de Derecho Canónico en 1917.
Desde el 26 de octubre de 1218 el obispo ostentaba el título y dignidad de príncipe-obispo, lo que sin embargo no implicaba inmediación imperial, ya que su nombramiento estaba ligado a la autoridad del arzobispo de Salzburgo. Los obispos de Seckau eran de hecho vasallos de su arzobispo. Hacían parte de los beneficios del príncipe-obispo de Seckau: 4 parroquias, varias hectáreas de bosque, algunas propiedades inmobiliarias, incluida una casa en Graz, que luego se convirtió en la sede de los obispos. Desde principios del siglo XIX el título de príncipe-obispo fue sólo honorífico y cayó en desuso tras el decreto Attentis dispositionibus de la Sagrada Congregación Consistorial del 12 de mayo de 1951.
La iglesia de los canónigos regulares de Seckau fue elegida como catedral de la nueva diócesis, ciudad que se convirtió en la sede de la diócesis y de la que tomó su nombre.
Desde el punto de vista canónico, los obispos de Seckau ejercieron los derechos y oficios de vicarius in pontificalibus del arzobispo de Salzburgo únicamente en el territorio que les había sido confiado. Su posición era por tanto muy similar a la de los corepíscopos de la Alta Edad Media o a la de un obispo auxiliar de los siglos siguientes. Solo a fines del siglo XVI sus poderes se expandieron y se extendieron a toda Estiria.
Las reformas eclesiásticas introducidas por el emperador José II a finales del siglo XVIII llevaron a una reorganización de la geografía eclesiástica de Austria. Estiria se dividió en tres diócesis: la nueva diócesis de Leoben, erigida canónicamente en 1786, y las diócesis de Seckau y Lavant, cuyos territorios, por primera vez, fueron definidos y circunscritos. Estiria central y el distrito de Maribor pertenecían a Seckau, y al mismo tiempo se estableció la sede en Graz. De esta manera la diócesis se volvió bilingüe, donde se hablaba alemán y esloveno.
La erección de la diócesis de Leoben no tuvo éxito, y después de la muerte de su único obispo en 1800, la diócesis primero fue confiada a los vicarios capitulares, y luego, a partir de 1808, fue entregada en administración apostólica a los obispos de Seckau.
El 1 de septiembre de 1859 quedó resuelto el problema del bilingüismo en el que habían estado las diócesis de Seckau y Lavant. Seckau, que amplió su territorio con el de la suprimida diócesis de Leoben, cedió el distrito de Maribor a la diócesis de Lavant, donde los obispos trasladaron su sede. De esta manera, Seckau se convirtió en una diócesis de habla alemana homogénea, mientras que Lavant, que al mismo tiempo había cedido sus parroquias en Carintia a Gurk, se convirtió en una diócesis de habla eslovena.
Las fronteras entre las diócesis establecidas en 1859 coincidían casi a la perfección con las fronteras entre Austria y Yugoslavia definidas tras la Primera Guerra Mundial. Se introdujeron algunos ajustes menores el 27 de septiembre de 1923: Seckau cedió dos parroquias y dos fracciones parroquiales a Lavant y recibió a cambio la parroquia de Soboth en Estiria.
El 22 de abril de 1963, casi dos siglos después del traslado de la sede a Graz, la diócesis tomó su nombre actual en virtud del decreto Apostolicis sub plumbo litteris de la Congregación Consistorial.

## Estadísticas
De acuerdo al Anuario Pontificio 2022 la diócesis tenía a fines de 2021 un total de 781 081 fieles bautizados.
| Año                                                                             | Población            | Población | Población      | Sacerdotes | Sacerdotes    | Sacerdotes    | Bautizados por sacerdote | Diáconos permanentes | Religiosos | Religiosos | Parroquias |
| Año                                                                             | Bautizados católicos | Total     | % de católicos | Total      | Clero secular | Clero regular | Bautizados por sacerdote | Diáconos permanentes | Varones    | Mujeres    | Parroquias |
| ------------------------------------------------------------------------------- | -------------------- | --------- | -------------- | ---------- | ------------- | ------------- | ------------------------ | -------------------- | ---------- | ---------- | ---------- |
| Diócesis de Seckau                                                              |                      |           |                |            |               |               |                          |                      |            |            |            |
| 1950                                                                            | 952 400              | 1 080 200 | 88.2           | 933        | 627           | 306           | 1200                     |                      | 342        | 1860       | 370        |
| Diócesis de Graz-Seckau                                                         |                      |           |                |            |               |               |                          |                      |            |            |            |
| 1970                                                                            | 1 098 376            | 1 223 058 | 89.8           | 918        | 644           | 274           | 1196                     |                      | 315        | 1679       | 379        |
| 1980                                                                            | 1 130 688            | 1 269 449 | 89.1           | 766        | 521           | 245           | 1476                     | 11                   | 345        | 1577       | 392        |
| 1990                                                                            | 1 073 163            | 1 186 525 | 90.4           | 646        | 457           | 189           | 1661                     | 30                   | 286        | 1002       | 394        |
| 1999                                                                            | 949 562              | 1 160 554 | 81.8           | 540        | 386           | 154           | 1758                     | 38                   | 266        | 761        | 389        |
| 2000                                                                            | 943 699              | 1 160 956 | 81.3           | 528        | 376           | 152           | 1787                     | 51                   | 254        | 714        | 389        |
| 2001                                                                            | 939 120              | 1 202 800 | 78.1           | 523        | 370           | 153           | 1795                     | 51                   | 257        | 689        | 388        |
| 2002                                                                            | 933 236              | 1 185 911 | 78.7           | 516        | 363           | 153           | 1808                     | 50                   | 258        | 672        | 388        |
| 2003                                                                            | 924 025              | 1 183 303 | 78.1           | 497        | 354           | 143           | 1859                     | 48                   | 237        | 670        | 388        |
| 2006                                                                            | 903 963              | 1 154 013 | 78.3           | 498        | 346           | 152           | 1815                     | 55                   | 261        | 592        | 388        |
| 2013                                                                            | 863 286              | 1 213 255 | 71.2           | 454        | 316           | 138           | 1901                     | 71                   | 230        | 489        | 388        |
| 2016                                                                            | 855 800              | 1 231 865 | 69.5           | 443        | 308           | 135           | 1931                     | 77                   | 234        | 436        | 388        |
| 2019                                                                            | 817 000              | 1 240 214 | 65.9           | 415        | 293           | 122           | 1968                     | 74                   | 222        | 400        | 388        |
| 2021                                                                            | 781 081              | 1 247 159 | 62.6           | 386        | 277           | 109           | 2023                     | 72                   | 206        | 355        | 388        |
| Fuente: Catholic-Hierarchy, que a su vez toma los datos del Anuario Pontificio. |                      |           |                |            |               |               |                          |                      |            |            |            |

## Episcopologio

### Obispos de Seckau
- Karl von Friesach † (25 de septiembre de 1218- 14 de diciembre de 1230 falleció)
- Heinrich † (agosto de 1231- 7 de octubre de 1243 falleció)
- Ulrich † (enero de 1244- 6 de junio de 1268 falleció)[9]
- Wernhard von Marsbach † (2 de noviembre de 1268- 20 de enero de 1283 falleció)
- Leopold † (7 de marzo de 1283- 13 de diciembre de 1291 falleció)
- Heinrich † (1292- 27 de febrero de 1297 falleció)
- Ulrich von Paldau † (1297- 3 de febrero de 1308 falleció)
- Friedrich von Mitterkirchen † (6 de abril de 1308- 23 de agosto de 1318 falleció)
- Wocho † (1318- 30 de octubre de 1334 falleció)
- Heinrich von Burghausen † (1334- 13 de julio de 1337 falleció)
- Rudmar von Hader † (1337- 28 de septiembre de 1352 falleció)
- Ulrich von Weißenegg † (30 de octubre de 1355- 25 de marzo de 1371 falleció)
- Augustin Münzmeister von Breisach, O.E.S.A. † (26 de abril de 1372- 25 de marzo de 1380 falleció)
- Johann von Neuberg † (30 de septiembre de 1380- 10 de junio de 1399 falleció)
- Friedrich von Perneck † (1399- 4 de septiembre de 1414 falleció)
- Sigmar von Holleneck † (1415- 15 de junio de 1417 falleció)
- Ulrich von Albeck † (15 de diciembre de 1417-1431 falleció)
- Konrad von Reisberg † (? - 8 de junio de 1443 falleció)
- Georg Lembucher † (1443- 20 de octubre de 1446 falleció)
- Friedrich Gren † (1446- 15 de noviembre de 1452 falleció)
- Georg Überacker † (2 de julio de 1452- 30 de enero de 1477 falleció)
- Christoph von Trautmannsdorf † (prima del 4 de mayo de 1477- 16 de noviembre de 1480 falleció)
- Johann Serlinger † (1480-1481 renunció)
- Matthias Scheit † (30 de diciembre de 1481-1502 renunció)
- Christoph von Zach † (29 de julio de 1502- 27 de septiembre de 1508 falleció)
- Christoph Rauber † (1509- 26 de octubre de 1536 falleció)[10]
- Georg von Tessing † (1536-1541 falleció)
- Christoph von Lamberg † (1541-1546 renunció)
- Johann von Malentein † (1546-1549 o 1550 falleció)
- Petrus Percic † (1550- 8 de mayo de 1572 falleció)
- Georg Agricola † (1572- 16 de marzo de 1584 falleció)
  - Sigmund von Arzt † (1584 falleció) (obispo electo)
- Martin Brenner † (1585-1615 renunció)
- Jakob Eberlein † (1615- 12 de agosto de 1633 falleció)
- Johannes Markus von Aldringen † (agosto de 1633- 3 de febrero de 1664 falleció)
- Maximilian Gandolph von Künburg † (3 de marzo de 1665- 12 de noviembre de 1668 nombrado arzobispo de Salzburgo)
- Wenzel Wilhelm von Hofkirchen † (20 de febrero de 1670- 6 de noviembre de 1679 falleció)
- Johann Ernst von Thun und Hohenstein † (29 de diciembre de 1679- 24 de noviembre de 1687 nombrado arzobispo de Salzburgo)
- Rudolf Joseph von Thun † (16 de febrero de 1690- 20 de mayo de 1702 falleció)
- Franz Anton Adolph von Wagensperg † (1702- 18 de febrero de 1712 nombrado obispo de Chiemsee)
- Joseph Dominikus Franz Kilian von Lamberg † (8 de abril de 1712- 15 de marzo de 1723 nombrado obispo de Passau)
- Karl Joseph von Kuenburg † (21 de abril de 1723- 4 de octubre de 1723 nombrado obispo de Chiemsee)
- Leopold Anton Eleutherius von Firmian † (17 de enero de 1724- 22 de diciembre de 1727 nombrado arzobispo de Salzburgo)
- Jakob Ernst von Liechtenstein-Kastelkorn † (17 de enero de 1728- 26 de enero de 1739 nombrado obispo de Olomouc)
- Leopold Ernest von Firmian † (13 de febrero de 1739- 26 de septiembre de 1763 nombrado obispo de Passau)
- Joseph Philipp Franz von Spaur † (6 de octubre de 1763- 20 de marzo de 1780 nombrado obispo de Bresanona)
- Joseph Adam Arco † (6 de abril de 1780- 3 de junio de 1802 falleció)
- Johann Friedrich von Waldenstein-Wartenberg † (13 de agosto de 1802- 15 de abril de 1812 falleció)
- Simon Melchior de Petris † (19 de abril de 1812- 1 de agosto de 1823 renunció)
- Roman Sebastian Franz Xaver Zängerle, O.S.B. † (10 de septiembre de 1824- 27 de abril de 1848 falleció)
- Joseph Othmar von Rauscher † (12 de abril de 1849- 27 de junio de 1853 nombrado arzobispo de Viena)
- Ottokar Maria von Attems † (5 de noviembre de 1853- 12 de abril de 1867 falleció)
- Johann Baptist Zwerger † (12 de octubre de 1867- 14 de agosto de 1893 falleció)
- Leopold Schuster † (20 de octubre de 1893- 18 de marzo de 1927 falleció)
- Ferdinand Stanislaus Pawlikowski † (26 de abril de 1927- 7 de diciembre de 1953 renunció[11])
- Josef Schoiswohl † (18 de enero de 1954- 22 de abril de 1963)

### Obispos de Graz-Seckau
- Josef Schoiswohl † (22 de abril de 1963- 1 de enero de 1969 renunció[12])
- Johann Weber † (10 de junio de 1969- 14 de marzo de 2001 renunció)
- Egon Kapellari (14 de marzo de 2001- 28 de enero de 2015 retirado)
- Wilhelm Krautwaschl, desde el 16 de abril de 2015